# Strimmig buskekorre
Strimmig buskekorre (Paraxerus flavovittis) är en däggdjursart som först beskrevs av Peters 1852.  Paraxerus flavovittis ingår i släktet Paraxerus och familjen ekorrar. IUCN kategoriserar arten globalt som livskraftig.
Catalogue of Life samt Wilson & Reeder (2005) skiljer mellan fyra underarter:
- P. f. flavovittis (Peters, 1852)
- P. f. exgeanus (Hinton, 1920)
- P. f. ibeanus (Hinton, 1920)
- P. f. mossambicus (Thomas, 1919)

Med en kroppslängd (huvud och bål) av cirka 17,5 cm, en lika lång svans och en vikt mellan 120 och 200 g är arten en medelstor ekorre. Pälsens grundfärg varierar mellan olika årstider, populationer och individer. Ovansidan kan vara mörkgrå, olivbrun eller ockra. Huvudet har ofta en annan grundfärg än ryggen. Kännetecknande är en ljus längsgående strimma på varje kroppssida som har mörka kanter. Även i ansiktet kan det finnas strimmor. Artens tår är utrustade med robusta klor.
Denna ekorre förekommer från sydöstra Kenya över östra Tanzania till Malawi och nordöstra Moçambique. Habitatet utgörs av savanner med några träd, av skogar och av buskskogar. Arten besöker även odlade områden. Den vistas gärna i regioner med träd av släktet Uapaca.
Individerna är aktiva på dagen, främst på morgonen, och de vilar på natten i trädens håligheter. Mindre flockar är troligen familjer. De kommunicerar med hjälp av varningsrop och andra läten. Strimmig buskekorre äter olika växtdelar som blad, frön, frukter, rötter och unga växtskott. Troliga predatorer är afrikansk vildkatt (Felis silvestris lybica), tamhundar, större ormar och rovfåglar.
Fortplantningssättet är antagligen lika som hos gulfotad buskekorre (Paraxerus cepapi).